# Olivier Nyokas

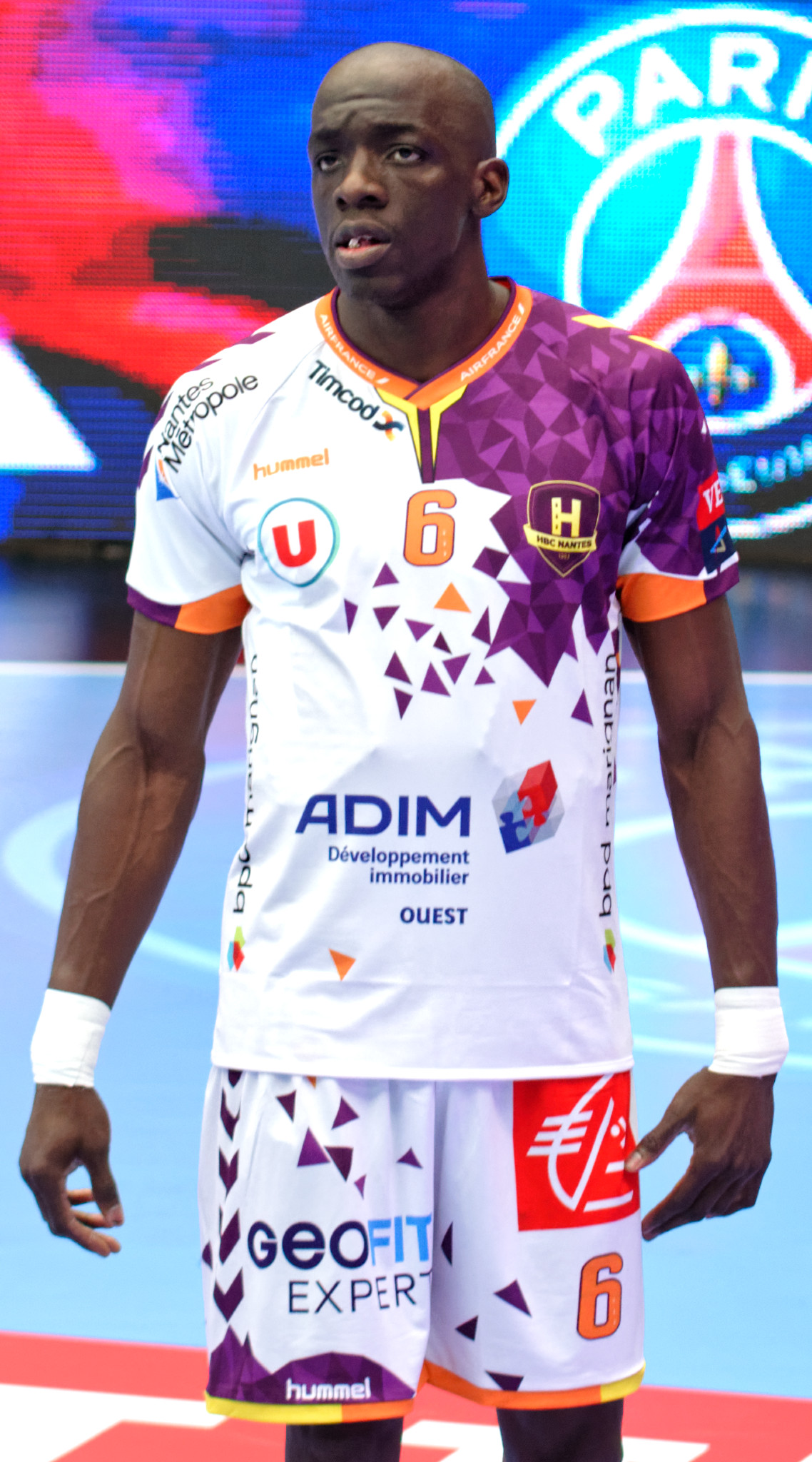
Olivier Nyokas avec Nantes, le 1 avril 2017 en handball.

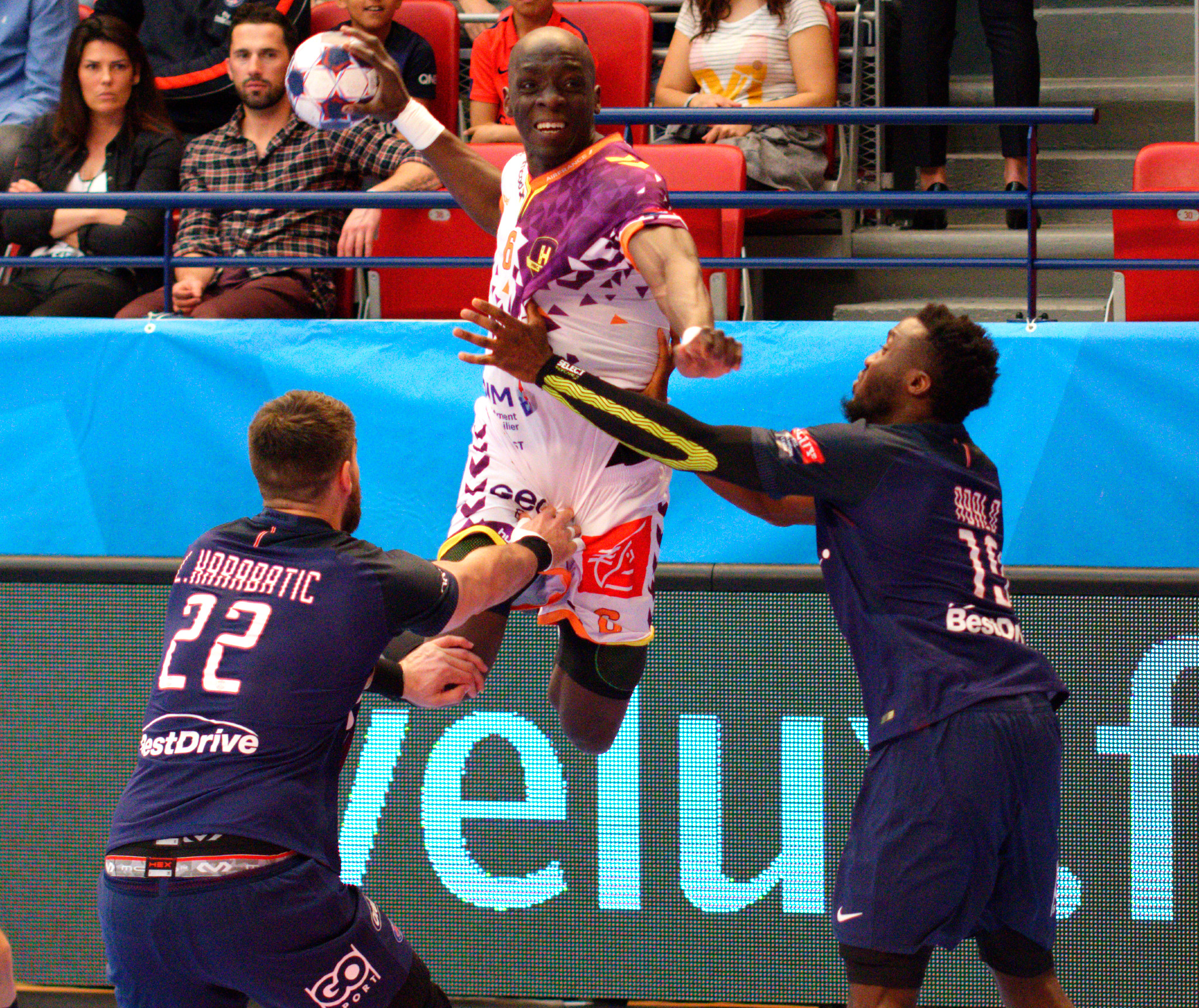
Olivier Nyokas au tir avec le HBC Nantes face au PSG de Karabatic et d'Abalo, le 1 avril 2017 en handball.

Olivier Nyokas, né le 28 juin 1986 à Montfermeil (Seine-Saint-Denis), est un joueur de handball français jouant au poste d'ailier ou arrière gauche. 
Son frère jumeau, Kévynn Nyokas, est également international français : si tous deux sont Champions du monde (en 2017 pour Olivier et en 2015 pour Kévynn), ils n'ont jamais évolué ensemble en équipe de France. En revanche, tous deux évoluent avec l'équipe de RD Congo à l'occasion du Championnat d'Afrique des nations 2022.

## Biographie
L'arrivée d'Olivier Nyokas dans le milieu du handball se fait après une sensibilisation au collège (Dunoyer de Segonzac , en Essonne) . Il commence sérieusement le handball en club avec l'ES Montgeron à l'aube de la saison 2002-2003. Après 2 années concluantes, il est recruté par le club de Pontault-Combault, dont l'équipe 1 évolue alors en deuxième division nationale. Mais c'est avec l'équipe réserve, qui évolue en pré-nationale, qu'il fait ses premiers pas dans le club. Lors de la saison 2005-2006, l'équipe réserve de Pontault-Combault accède à la N3 et c'est alors qu'Olivier prend ces gallons de titulaire. Pendant ce temps, l'équipe 1 de Pontault accède à la première division à la suite de la saison 2005-2006, mais ce n'est pas avec elle, qu'Olivier connaîtra les joies de la LNH. 
En effet, Thierry Anti, entraîneur du Paris Handball à cette époque, le repère et l'enrôle pour son club en vue de la saison 2006-2007. Cette année constitue l'entrée au centre de formation du Paris Handball, il y retrouve des joueurs tels que Nicolas Claire, Samuel Clementia ainsi que son frère jumeau Kévynn Nyokas. Lors de cette saison 2006-2007, Olivier gagne le championnat de N3 avec l'équipe réserve du Paris Handball, ainsi que le tournoi réunissant tous les centres de formation de toutes les équipes de la LNH. Le Graal viendra lors de la fin de cette saison 2006-2007, en intégrant le groupe professionnel pour y disputer la finale de la Coupe de France 2007, trophée qu'il raflera en compagnie de son frère jumeau. La saison 2007-2008 peut commencer du mieux possible après cette victoire, mais l'aventure parisienne tourne court, il joue très peu avec le groupe pro, barré à son poste par Olivier Girault et Saïd Ouksir.
En janvier 2008 il est prêté au club espagnol du BM Alcobendas, qui évolue alors en deuxième division du championnat d'Espagne. Le prêt jusqu'à la fin de saison est concluant puisqu'il gagne en temps de jeu et le club de la banlieue de Madrid remporte le titre de champion et accède ainsi à la Liga ASOBAL, l'un des meilleurs championnats mondiaux. Après cette montée, Olivier signe un contrat de deux ans avec le club d'Alcobendas. Il y découvre l'élite et affronte les plus grands club d'Europe lors de la saison 2008-2009. Ces performances sont remarquées en Espagne et il gagne sa place parmi le All-Star Game du championnat espagnol, dans la sélection étrangère et gagne le concours de Kung fu. Cette première année dans le championnat Asobal s'est conclu par un maintien acquis lors de la dernière journée. 
Une fois la saison 2008-2009 terminée, une occasion se présente à Olivier : un retour en France. Il la saisit et s'engage avec l'équipe de l'US Créteil pour la saison 2009-2010. Malheureusement son équipe réalise une saison cauchemardesque et à l'issue du championnat, elle se retrouve reléguée en Division 2. Olivier connaîtra donc un nouveau championnat dans sa carrière. Pour l'anecdote, il croisera son chemin avec celui de son frère jumeaux Kévynn Nyokas, qui avec son équipe du Paris Handball remonte en LNH. La saison 2010-2011 s'est bien terminée pour Olivier et l'US Créteil puisqu'elle s'est clôturée par le titre de champion de ProD2. Cette saison en 2e division s'est déroulée à merveille pour Olivier Nyokas avec de bonnes performances personnelles, une très bonne régularité dans le jeu. Les saisons suivantes, Olivier continue sa montée en puissance dans le handball et est même promu capitaine de son équipe. Il réalise une belle saison 2011-2012 avec une 8e place au classement final, de très belles performances (notamment une victoire sur Chambéry) et une moyenne de 4,2 buts par match sur l'ensemble de la saison pour Olivier. 
En 2014, après un titre de champion de France de Pro D2 avec l'US Créteil, alors que le joueur annonce vouloir remporter un titre avec le HBC Nantes avec lequel il est en pourparlers avancés, il signe finalement pour le club allemand du HBW Balingen-Weilstetten.
Auteur de belles performances avec le club allemand, il est appelé par Claude Onesta en équipe de France en novembre 2015 à l'occasion de la Golden League puis est sélectionné pour participer au Championnat d'Europe 2016. Lors du second match, il est auteur de 8 buts en 8 tentatives.
Il est appelé en sélection pour la finale des Jeux olympiques 2016, après la blessure de Mathieu Grébille. 
Puis il fait partie de l'effectif au Championnat du monde 2017 en France, compétition brillamment remportée par les Experts.
En 2016, il rejoint le HBC Nantes avec lequel il remporte la Coupe de France en 2017, termine
vice-champion de France en 2017 et atteint la Ligue des champions en 2018.
Non prolongé à Nantes, il signe en 2021 avec son frère dans le club macédonien du Metalurg Skopje qui a bien l'intention de contester à nouveau la suprématie de son voisin, le Vardar. Mais ces ambitions tombent rapidement à l'eau puisque le Metalurg renonce à participer à la Ligue européenne et les deux frères rejoignent alors mi-septembre le rival du Vardar Skopje avec lequel ils réalisent un excellent début de saison.
À l'été 2022, tous deux évoluent avec l'équipe de RD Congo à l'occasion du Championnat d'Afrique des nations 2022,.

## Palmarès

### En clubs
Compétitions internationales
- Finaliste de la Ligue des champions en 2018

Compétitions nationales
- Vainqueur de la Coupe de France (2) en 2007 et 2017
- Vainqueur du Championnat d'Espagne de D2 en 2009
- Vainqueur du Championnat de France de D2 en 2011 et 2014
- Vice-champion de France en 2017
- Finaliste de la Coupe de la Ligue : 2017
- Vainqueur du Trophée des champions 2017
- Vainqueur du Championnat de Macédoine du Nord (1) : 2022
- Vainqueur de la Coupe de Macédoine du Nord (1) : 2022

Autres compétitions
- Vainqueur du Championnat de France de Nationale 3 en 2007
- Vainqueur du Tournoi des centres de formation en 2007

### En équipes nationales
France
- 1re sélection le 5 novembre 2015[1]
- Médaille d'argent aux Jeux olympiques 2016 à Rio de Janeiro, au  Brésil
- Médaille d'or au Championnat du monde 2017 en  France

 RD Congo
- 1re sélection le 11 juillet 2022 contre  Sénégal[réf. nécessaire]
- Participation au Championnat d'Afrique des nations 2022 en  Égypte

### Distinctions personnelles
- Sélection avec l'équipe étrangère lors du All-Star Game du championnat Asobal (novembre 2008)
- Vainqueur du concours de Kung-Fu lors du All-Star Game du championnat Asobal (novembre 2008)
- Chevalier de l'ordre national du Mérite le 1er décembre 2016[10]